# Oceano Vallese
L'Oceano Vallese era un antico oceano situato tra la placca europea e la placca africana.
Prende il suo nome dal Canton Vallese.

## Unità Vallesane
Le Unità Vallesane sono tra le unità tettono-stratigrafiche più esterne (verso l'Europa) del Dominio Pennidico.
Questo settore deriva dall'Oceano Vallesano (o Oceano Nord Pennidico), un braccio oceanico che collegato all'Oceano della Tetide (o Oceano Ligure-Piemontese) prima dell'orogenesi alpina.
Sono interposte tra le Unità Brianzonesi ed il Dominio Elvetico-Delfinese-Provenzale e registrano un metamorfismo alpino a pressioni maggiori rispetto ad entrambi i settori con cui si trova a contatto.

### Suddivisione
Le Unità Vallesane sono delimitate a tetto dal limite basale delle Unità Brianzonesi (detto "Thrust Basale Brianzonese" o "Houllier Front"), e a letto dal Fronte Pennidico, che le separa dal Dominio Elvetico-Delfinese-Provenzale.
Nelle Alpi Occidentali si possono distinguere le Unità Vallesane Interne e le Unità Vallesane Esterne, così distinte in base alle associazioni litostratigrafiche presenti (i sedimenti di pre-rift sono presenti solo in quelle esterne) e al grado metamorfico alpino (in facies scisti blu nelle unità esterne e tra la facies scisti-blu e la facies eclogitica nelle unità interne).

### Litologie
Derivando da un antico oceano, nelle Unità Vallesane sono presenti associazioni litologiche con rocce tipiche di mantello e fondo oceanico con le relative coperture sedimentarie. Si possono trovare, infatti, Lherzoliti serpentinizzate, meta-gabbri, meta-graniti, meta-lave a pillow e meta-sedimenti di età mesozoica.